# Argonne

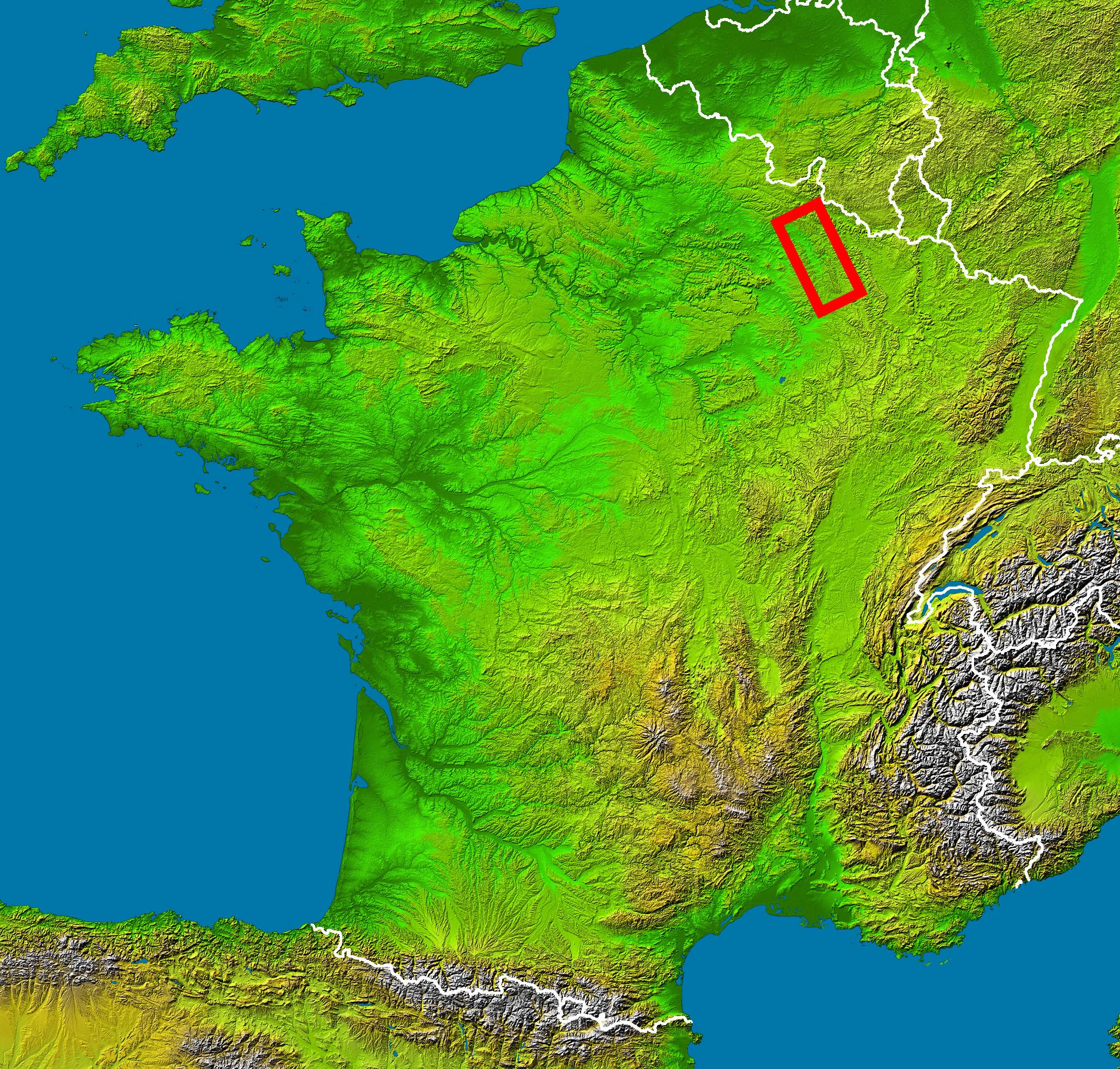
La regione delle Argonne divide il bacino parigino dalla valle della Mosa

Le Argonne (pron. italiana /arˈɡɔnne/, pron. francese [aʁˈɡɔn] ) sono una zona collinare della Francia nordorientale, al confine tra le ex-regioni della Lorena e della Champagne-Ardenne (dipartimenti della Mosa, delle Ardenne e della Marna). La principale città è Sainte-Menehould.
La regione è ricoperta prevalentemente da foreste e non raggiunge elevazioni particolarmente alte (massimo 310 m s.l.m.); in essa si trovano le sorgenti del fiume Aisne. Per la loro particolare conformazione (valloni fluviali intervallati da gole scoscese con pochi valichi praticabili) le Argonne sono state notoriamente teatro di eventi bellici.

## Storia

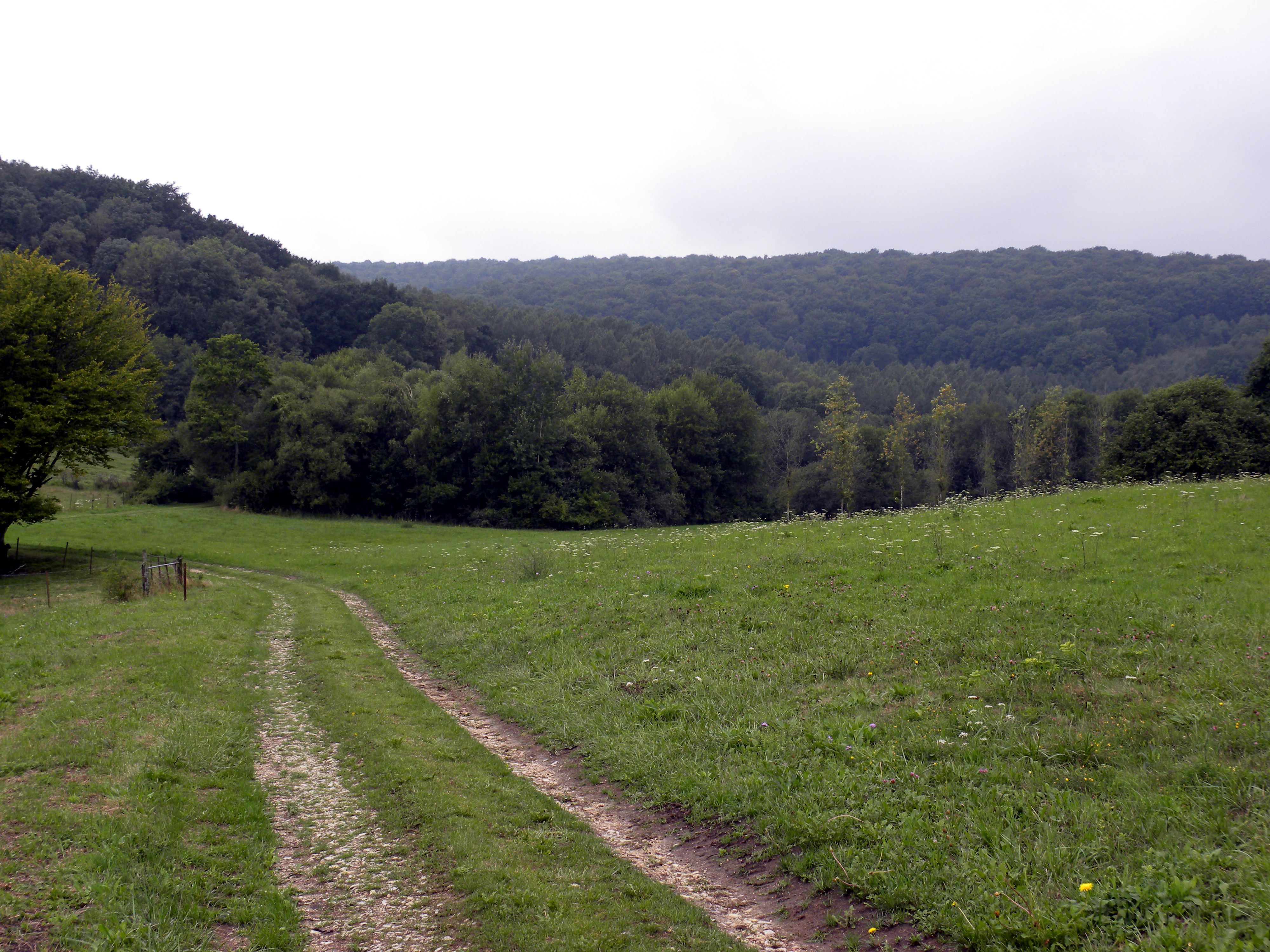
Foresta delle Argonne in una valle vicino Chatel Chéhéry, dove combatté il Sgt. Alvin C. York durante la Prima Guerra Mondiale.

Nell'agosto-settembre 1792 il generale francese Dumouriez (che definì le Argonne "le Termopili di Francia") ebbe la meglio sull'armata prussiana del duca di Brunswick, aprendo la strada alla vittoria di Valmy. Nel corso della guerra franco-prussiana (1870) furono invece i tedeschi a varcare le Argonne, facendo retrocedere l'esercito francese del maresciallo Mac-Mahon verso Sedan.
La regione fu infine teatro di sanguinose battaglie tra gli eserciti tedesco e francese durante la prima guerra mondiale. Inoltre, l'esercito statunitense fu schierato per la prima volta massicciamente sul fronte occidentale (offensiva della Mosa-Argonne). Pesantissime le perdite per gli alleati, circa 14.000 tra morti e feriti.
Vie dedicata a questa regione si trovano a Milano, Torino, Pavia, Reggio Emilia, Verona, Prato, Genova, Parma, Cagliari, Bologna e Terni.